# Župnija Tomišelj
Župnija Tomišelj je rimskokatoliška teritorialna župnija dekanije Ljubljana - Vič/Rakovnik nadškofije Ljubljana.

## Matične knjige
Arhiv Nadškofije Ljubljana hrani naslednje matične knjige župnije Tomišelj:
- Krstne knjige: 1787-1812, 1812-1820
- Poročne knjige: 1787-1812
- Mrliške knjige: 1787-1816

### Farne spominske plošče
V župniji so postavljene Farne spominske plošče, na katerih so imena vaščanov iz okoliških vasi, ki so padli nasilne smrti na protikomunistični strani v letih 1942-1945. Skupno je na ploščah 64 imen.